# Alien (franchise)

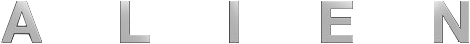
Logo del franchise

Scultura di uno xenomorfo, la razza aliena iconica dei film

Alien è un media franchise statunitense nato dall'omonimo film del 1979, diretto da Ridley Scott e prodotto dalla 20th Century Fox. La saga si sviluppa principalmente nel genere della fantascienza e dell’horror, ed è incentrata sull’incontro tra l’umanità e una specie extraterrestre predatoria nota come xenomorfo. Il franchise si è sviluppato nel corso di oltre quarant'anni attraverso una serie di film, romanzi, fumetti, videogiochi, merchandising e giochi da tavolo.
Ambientato tra il ventunesimo e ventiquattresimo secolo, la protagonista della saga principale è Ellen Ripley, interpretata dall'attrice Sigourney Weaver nei quattro film dal 1979 al 1997, coinvolta in uno scontro con l'azienda immaginaria Weyland-Yutani, che intende trasportare esemplari d'una razza aliena ostile detta Xenomorfo sulla Terra. La serie prequel segue gli intrighi del temibile androide David 8, e mostra la genesi dell'umanità grazie agli Ingegneri e l'origine degli Xenomorfi.

## Film
| Film                    | Data di uscita USA | Regia              | Sceneggiatura                            | Soggetto                                | Produttori                                                            |
| Serie principale        | Serie principale   | Serie principale   | Serie principale                         | Serie principale                        | Serie principale                                                      |
| ----------------------- | ------------------ | ------------------ | ---------------------------------------- | --------------------------------------- | --------------------------------------------------------------------- |
| Alien                   | 25 maggio 1979     | Ridley Scott       | Dan O'Bannon                             | Dan O'Bannon, Ronald Shusett            | Gordon Carroll, David Giler, Walter Hill                              |
| Aliens - Scontro finale | 18 luglio 1986     | James Cameron      | James Cameron                            | James Cameron, David Giler, Walter Hill | Gale Anne Hurd                                                        |
| Alien³                  | 22 maggio 1992     | David Fincher      | David Giler, Walter Hill, Larry Ferguson | Vincent Ward                            | Gordon Carroll, David Giler, Walter Hill                              |
| Alien - La clonazione   | 26 novembre 1997   | Jean-Pierre Jeunet | Joss Whedon                              | Joss Whedon                             | Gordon Carroll, David Giler, Walter Hill, Bill Badalato               |
| Serie prequel           |                    |                    |                                          |                                         |                                                                       |
| Prometheus              | 8 giugno 2012      | Ridley Scott       | Jon Spaihts, Damon Lindelof              | Jon Spaihts, Damon Lindelof             | David Giler, Walter Hill, Ridley Scott                                |
| Alien: Covenant         | 19 maggio 2017     | Ridley Scott       | John Logan, Dante Harper                 | Jack Paglen, Michael Green              | David Giler, Walter Hill, Ridley Scott, Mark Huffam, Michael Schaefer |
| Midquel                 |                    |                    |                                          |                                         |                                                                       |
| Alien: Romulus          | 16 agosto 2024     | Fede Álvarez       | Fede Álvarez, Rodo Sayagues              | Fede Álvarez, Rodo Sayagues             | Ridley Scott, Michael Pruss                                           |

### Serie principale

#### Alien

Il facehugger, prima fase nel ciclo vitale dello xenomorfo, nel primo film

L'astronave Nostromo atterra su un pianeta da cui proviene un segnale di SOS, ma la colonia sembra essere disabitata. In realtà, i coloni sono stati sterminati da una razza aliena che ha trasformato la base in una gigantesca covata.

#### Aliens - Scontro finale

Il logo della Weyland-Yutani come appare nel secondo film

Ripley, unica sopravvissuta allo scontro mortale sulla Nostromo con il mostruoso alieno, ritorna sulla Terra dopo aver vagato nello spazio in stato di ibernazione per 57 anni. Sebbene la sua storia venga inizialmente accolta con scetticismo, decide di accompagnare una squadra di marines della colonia su LV-426, ed è qui che ha inizio la guerra.

#### Alien³
Siamo sul pianeta-penitenziario Fiorina 161, in un altro sistema solare. Qui naufraga il sottufficiale Ripley e un'altra creatura simile agli Alien che aveva già affrontato in passato. Tuttavia, la comunità che abita il pianeta non è tecnologicamente preparata a combattere quella creatura, e Ripley teme che il suo incubo non finirà mai.

#### Alien - La clonazione
Duecento anni dopo la sua morte, in un’astronave attrezzata come laboratorio, Ellen Ripley viene in qualche modo resuscitata grazie a un esperimento di clonazione. Tuttavia, le cose non sono così semplici: in Ripley si sono mescolate caratteristiche aliene. Ripley, inoltre, si rende conto che lo scopo della sua resurrezione è estrapolare la regina aliena che vive dentro di lei. A peggiorare la situazione, le creature aliene, allevate da scienziati privi di scrupoli, scappano e cominciano a uccidere.

### Serie prequel

#### Prometheus
Nell'anno 2089, due scienziati portano a compimento le ricerche di una vita scoprendo che alcuni artefatti, ritrovati in diversi punti della Terra e tutti risalenti a migliaia di anni prima, riportano la medesima immagine di creature giganti che indicano un determinato pianeta. Dopo aver identificato quale sia il pianeta in questione e ottenuto i fondi da un miliardario morente, i due si imbarcano insieme a un equipaggio misto di scienziati e piloti verso quel pianeta, decisi a scoprire ciò che ritengono essere l'origine della vita sulla Terra. Lì troveranno i resti di una civiltà aliena, insieme a ciò che l'ha quasi estinta.

#### Alien: Covenant
L'astronave Covenant trasporta migliaia di embrioni verso un pianeta dalle caratteristiche idonee alla colonizzazione umana. A causa di un'avaria, l'equipaggio è costretto a interrompere il sonno criogenico: una volta svegliatosi, intercetta un segnale radio proveniente da un pianeta molto vicino, anch'esso con caratteristiche atmosferiche adatte, precedentemente non individuato.

### Midquel

#### Alien: Romulus
In un mondo lontano, un gruppo di giovani si trova a confrontarsi con la forma di vita più terrificante dell'universo.

### Il quinto film cancellato
L'idea del quinto Alien è stata presa in considerazione da Joss Whedon qualche tempo dopo l'uscita di Alien - La clonazione (1997). Whedon scrisse una sceneggiatura ambientata per la prima volta sulla Terra, che non piacque a Sigourney Weaver, la quale si dissociò.
Un secondo scripting fu preso in mano da James Cameron prima che la Fox desse semaforo verde ad Alien vs. Predator. Ridley Scott discusse del film con Cameron e pare gli piacesse, affermando che sarebbe stato "divertente" un proseguimento del franchise. Nel 2002, Scott annunciò di aver sviluppato una storia concettuale, una bozza quindi, che trattava le origini degli Alien, la loro creazione e il primo equipaggio che li ha affrontati, tuttavia non era intenzionato a lavorare ulteriormente alla sceneggiatura, abbandonando di conseguenza il film.
Con il semaforo verde al crossover con Predator, Cameron dichiarò che avrebbe smesso di pensare al quinto film poiché per lui il nuovo progetto uccideva la sacralità della serie e il suo contratto lavorativo sulla serie. Nelle intenzioni originali di Cameron il film, scritto e prodotto da Cameron stesso e diretto da Scott, avrebbe dovuto vedere nel cast Sigourney Weaver e Arnold Schwarzenegger e riprendere le atmosfere di Aliens - Scontro finale.
Sigourney Weaver ha manifestato interesse durante il 2008 per lo sviluppo del personaggio da lei interpretato durante i primi film, ritenendo essere di maggior interesse lo sviluppo di uno spin-off su Ellen Ripley piuttosto che un nuovo Alien.
Nel 2016 viene ufficialmente presentato Alien 5, con regia affidata a Neill Blomkamp e ritorno della Weaver, che si è reputata entusiasta per la cosa e per le svolte che avrebbe preso la storia. Nel terzo film vi furono scelte discutibili fra tutte la morte del gruppo salvato assieme a Ripley in Aliens scontro finale, composto da Newt, Hicks e Bishop. Motivo di scontento fra i fan e anche fra i motivi che portarono Fincher a voler rinnegare quel film. La loro sopravvivenza si sarebbe ricollegata a un finale alternativo di The Predator, dove si vedeva Newt interpretata da Breanna Watkins (attrice e stunt) che si risvegliava ormai cresciuta, dal sonno criogenico. Erano stati anche realizzati alcuni concept art dall'artista Geoffroy Thoorens. Il progetto è stato tuttavia cancellato senza ragioni ufficiali, ma che Blomkamp in un'intervista dichiara per un suo allontanamento dovuto al suo modo di porsi nei confronti di Hollywood, cioè di non essere un "regista lacchè degli studios".

### Sviluppi futuri
Il primo prequel di una trilogia ambientata molti anni prima di Alien era previsto in uscita tra la fine del 2011 e il 2012.
Dopo la decisione di proseguire la saga di Predator, la 20th Century Fox ha preso nuovamente in considerazione Alien V, contattando Scott per ricercare idee sulla sceneggiatura. Tra le più gettonate ve ne era una abbandonata anni or sono nel tentativo di approfondire le origini degli xenomorfi; essa chiariva con questo che senza il suo coinvolgimento sarebbe saltato tutto. Dopo che, ad alcune settimane dall'annuncio della produzione, viene scritturato Carl Rinsch alla regia e Tony Scott (fratello di Ridley) produttore delegato per la Scott-Free Productions, la Fox ribadì l'intenzione di annullare il progetto, anche in relazione all'esperienza di Rinsch basata essenzialmente su spot pubblicitari, troppo poco per un film di tale portata. Dopo mesi di pressioni, Scott decise di dirigere la pellicola e Rinsch venne escluso completamente dal progetto a favore di Jon Spalhts come sceneggiatore. Il produttore Tony Scott si disse speranzoso nel cominciare la lavorazione entro fine 2009.
Scott dichiarò che non avrebbe mai pensato di girare un seguito di Alien, ma fu preso molto dall'idea di una storia precedente al primo film che - a suo dire, è interessante. Proseguendo spiegò come non fosse facile la realizzazione del prequel, anche alla luce dell'epoca incerta di Alien:
Tornando sull'argomento nell'aprile 2010, Scott ammise di essere giunto alla quarta scrittura ironizzando sul fatto che il film fosse diventato un lavoro in corso e quindi sempre in fase di riscrittura, essenzialmente bozze da cui partire per la sceneggiatura definitiva, spiegando come:
La Weaver diede la sua benedizione al film, preludendo al fatto che molto probabilmente lei non avrebbe partecipato visto che si trattava di un ritorno alle origini, e il suo personaggio affrontava la razza aliena per la prima volta nel primo capitolo. Comunque, Ridley Scott spiegò come per la nuova trilogia girata in tridimensionale il ruolo del protagonista sarebbe stato affidato molto probabilmente a una donna, sulla scia del successo del personaggio di Ripley, spiegando che gli Alien sarebbero stati anche ridisegnati in seguito alla loro nuova forma in Alien vs. Predator:
Quando ho iniziato a scrivere il film originale, Ripley non era una donna, ma un ragazzo. Durante il casting abbiamo pensato: “perché non prendiamo una donna?”»
Dopo un incontro con Ridley Scott, Roger Christian, direttore artistico di Guerre stellari e amico del regista, dichiarò che sui propositi per il futuro della serie era prevista la realizzazione di una trilogia potenzialmente in tridimensionale, con il suo nome in forse per una collaborazione ai film.
Nel 2012 uscì Prometheus, film girato da Ridley Scott stesso, regista del primo film, che fu in effetti inizialmente concepito come prequel di Alien. Il regista abbandonò l'idea del prequel diretto, preferendo solo ambientare il film nello stesso franchise. Nel 2017 fu seguito da Alien: Covenant, sempre diretto da Scott.
Il prossimo film della serie, Alien: Romulus, inizialmente previsto per Hulu, è stato distribuito nelle sale cinematografiche il 16 agosto 2024, diretto da Fede Álvarez. Gli eventi narrati nel film si inseriscono in un periodo temporale tra il primo Alien e Aliens - Scontro finale.

### Non ufficiali

#### Apocrifo
Esiste un film apocrifo del 1980 diretto da Sam Cromwell (Ciro Ippolito), intitolato Alien 2 - Sulla Terra. Il film sfruttò il franchise, che non era ancora stato depositato, subito dopo il primo film della serie.

#### Parodia
Nel 2012 uscì in Internet come webserie di dodici puntate una parodia italiana del film Alien, intitolata Aglien, girata da Andrea Camerini. Il film, premiato al LAWEB di Hollywood nel 2013, uscì in Home video nel 2016, distribuito da Cecchi Gori Group.

#### Alien 40th Anniversary Short Films
In occasione del quarantesimo anniversario dell'uscita del primo film della saga, nel 2019 furono pubblicati sei cortometraggi sui canali ufficiali della IGN. I cortometraggi sono i seguenti:
- Containment (pubblicato il 29 marzo 2019)
- Specimen (pubblicato il 5 aprile 2019)
- Night Shift (pubblicato il 12 aprile 2019)
- Ore (pubblicato il 19 aprile 2019)
- Alone (pubblicato il 26 aprile 2019)
- Harvest (pubblicato il 26 aprile 2019)

## Serie televisive
Sono state realizzate due serie televisive: la prima è la webserie d'animazione in CGI Alien: Isolation - The Digital Series, diretta da Fabien Dubois, ambientata quindici anni dopo il primo film e incentrata su Amanda Ripley mentre la seconda è Alien - Pianeta Terra (Alien: Earth), scritta e diretta da Noah Hawley, ambientata sulla Terra trent'anni prima di Alien (1979). Isolation è stata trasmessa in un'unica soluzione nel febbraio 2019, Pianeta Terra invece nel 2025 attraverso la piattaforma Hulu negli Stati Uniti e Disney+ nel resto del mondo.

## Personaggi e interpreti
Questa sezione include i personaggi che sono apparsi nella serie:
- La cella vuota e grigia scura indica che il personaggio non è presente nel film.

| Personaggio                 | Serie principale    | Serie principale        | Serie principale     | Serie principale      | Serie prequel        | Serie prequel       | Midquel           |
| Personaggio                 | Alien               | Aliens - Scontro finale | Alien³               | Alien - La clonazione | Prometheus           | Alien: Covenant     | Alien: Romulus    |
| Umani                       | Umani               | Umani                   | Umani                | Umani                 | Umani                | Umani               | Umani             |
| --------------------------- | ------------------- | ----------------------- | -------------------- | --------------------- | -------------------- | ------------------- | ----------------- |
| Ellen Ripley                | Sigourney Weaver    | Sigourney Weaver        | Sigourney Weaver     | Sigourney Weaver      |                      |                     |                   |
| Dennis Parker               | Yaphet Kotto        |                         |                      |                       |                      |                     |                   |
| Joan Lambert                | Veronica Cartwright |                         |                      |                       |                      |                     |                   |
| Arthur Dallas               | Tom Skerritt        |                         |                      |                       |                      |                     |                   |
| Samuel Brett                | Harry Dean Stanton  |                         |                      |                       |                      |                     |                   |
| Thomas Kane                 | John Hurt           |                         |                      |                       |                      |                     |                   |
| Rebecca "Newt" Jorden       |                     | Carrie Henn             | Danielle Edmond      |                       |                      |                     |                   |
| Dwayne Hicks                |                     | Michael Biehn           |                      |                       |                      |                     |                   |
| Carter J. Burke             |                     | Paul Reiser             |                      |                       |                      |                     |                   |
| William Hudson              |                     | Bill Paxton             |                      |                       |                      |                     |                   |
| Scott Gorman                |                     | William Hope            |                      |                       |                      |                     |                   |
| Jenette Vasquez             |                     | Jenette Goldstein       |                      |                       |                      |                     |                   |
| Ricco Frost                 |                     | Ricco Ross              |                      |                       |                      |                     |                   |
| Alexander Apone             |                     | Al Matthews             |                      |                       |                      |                     |                   |
| Mark Drake                  |                     | Mark Rolston            |                      |                       |                      |                     |                   |
| Tim Crowe                   |                     | Tip Tipping             |                      |                       |                      |                     |                   |
| Michael Bishop              |                     |                         | Lance Henriksen      |                       |                      |                     |                   |
| Leonard Dillon              |                     |                         | Charles S. Dutton    |                       |                      |                     |                   |
| Robert Morse                |                     |                         | Danny Webb           |                       |                      |                     |                   |
| Francis Aaron               |                     |                         | Ralph Brown          |                       |                      |                     |                   |
| Harold Andrews              |                     |                         | Brian Glover         |                       |                      |                     |                   |
| Jonathan Clemens            |                     |                         | Charles Dance        |                       |                      |                     |                   |
| Walter Golic                |                     |                         | Paul McGann          |                       |                      |                     |                   |
| Thomas Murphy               |                     |                         | Christopher Fairbank |                       |                      |                     |                   |
| Frank Ellis                 |                     |                         | Carl Chase           |                       |                      |                     |                   |
| Ted "Junior" Gillas         |                     |                         | Holt McCallany       |                       |                      |                     |                   |
| Edward Boggs                |                     |                         | Leon Herbert         |                       |                      |                     |                   |
| Alan Jude                   |                     |                         | Vincenzo Nicoli      |                       |                      |                     |                   |
| David Postlethwaite         |                     |                         | Pete Postlethwaite   |                       |                      |                     |                   |
| Yoshi Troy                  |                     |                         | Paul Brennen         |                       |                      |                     |                   |
| Peter Gregor                |                     |                         | Peter Guinness       |                       |                      |                     |                   |
| Arthur Walkingstick         |                     |                         | DeObia Oparei        |                       |                      |                     |                   |
| Kevin Dodd                  |                     |                         | Phil Davis           |                       |                      |                     |                   |
| Eric Buggy                  |                     |                         | Niall Buggy          |                       |                      |                     |                   |
| Ron Johner                  |                     |                         |                      | Ron Perlman           |                      |                     |                   |
| Dom Vriess                  |                     |                         |                      | Dominique Pinon       |                      |                     |                   |
| Mason Wren                  |                     |                         |                      | J.E. Freeman          |                      |                     |                   |
| Jonathan Gediman            |                     |                         |                      | Brad Dourif           |                      |                     |                   |
| Frank Elgyn                 |                     |                         |                      | Michael Wincott       |                      |                     |                   |
| Gary Christie               |                     |                         |                      | Gary Dourdan          |                      |                     |                   |
| Sabra Hillard               |                     |                         |                      | Kim Flowers           |                      |                     |                   |
| Larry Purvis                |                     |                         |                      | Leland Orser          |                      |                     |                   |
| Martin Perez                |                     |                         |                      | Dan Hedaya            |                      |                     |                   |
| Vincent "Vinnie" Distephano |                     |                         |                      | Raymond Cruz          |                      |                     |                   |
| Elizabeth Shaw              |                     |                         |                      |                       | Noomi Rapace         | Noomi Rapace        |                   |
| Sir Peter Weyland           |                     |                         |                      |                       | Guy Pearce           | Guy Pearce          |                   |
| Idris Janek                 |                     |                         |                      |                       | Idris Elba           |                     |                   |
| Meredith Vickers            |                     |                         |                      |                       | Charlize Theron      |                     |                   |
| Charlie Holloway            |                     |                         |                      |                       | Logan Marshall-Green |                     |                   |
| Sean Fifield                |                     |                         |                      |                       | Sean Harris          |                     |                   |
| Rafe Millburn               |                     |                         |                      |                       | Rafe Spall           |                     |                   |
| Emun Chance                 |                     |                         |                      |                       | Emun Elliott         |                     |                   |
| Benedict Ravel              |                     |                         |                      |                       | Benedict Wong        |                     |                   |
| Kate Ford                   |                     |                         |                      |                       | Kate Dickie          |                     |                   |
| Signor Shaw                 |                     |                         |                      |                       | Patrick Wilson       |                     |                   |
| Katherine Daniels           |                     |                         |                      |                       |                      | Katherine Waterston |                   |
| Christopher Oram            |                     |                         |                      |                       |                      | Billy Crudup        |                   |
| Tennessee Faris             |                     |                         |                      |                       |                      | Danny McBride       |                   |
| Dan Lope                    |                     |                         |                      |                       |                      | Demián Bichir       |                   |
| Karine Oram                 |                     |                         |                      |                       |                      | Carmen Ejogo        |                   |
| Maggie Faris                |                     |                         |                      |                       |                      | Amy Seimetz         |                   |
| Ricks                       |                     |                         |                      |                       |                      | Jussie Smollett     |                   |
| Cole                        |                     |                         |                      |                       |                      | Uli Latukefu        |                   |
| Upworth                     |                     |                         |                      |                       |                      | Callie Hernandez    |                   |
| Sarah "Rosie" Rosenthal     |                     |                         |                      |                       |                      | Tess Haubrich       |                   |
| Tom Hallett                 |                     |                         |                      |                       |                      | Nathaniel Dean      |                   |
| Ankor                       |                     |                         |                      |                       |                      | Alexander England   |                   |
| Ben Ledward                 |                     |                         |                      |                       |                      | Benjamin Rigby      |                   |
| Jacob Branson               |                     |                         |                      |                       |                      | James Franco        |                   |
| Rain Carradine              |                     |                         |                      |                       |                      |                     | Cailee Spaeny     |
| Kay Harrison                |                     |                         |                      |                       |                      |                     | Isabela Merced    |
| Tyler Harrison              |                     |                         |                      |                       |                      |                     | Archie Renaux     |
| Bjorn                       |                     |                         |                      |                       |                      |                     | Spike Fearn       |
| Navarro                     |                     |                         |                      |                       |                      |                     | Aileen Wu         |
| Androidi                    |                     |                         |                      |                       |                      |                     |                   |
| David 8                     |                     |                         |                      |                       | Michael Fassbender   | Michael Fassbender  |                   |
| Lance Bishop                |                     | Lance Henriksen         | Lance Henriksen      |                       |                      |                     |                   |
| Ash                         | Ian Holm            |                         |                      |                       |                      |                     |                   |
| Annalee Call                |                     |                         |                      | Winona Ryder          |                      |                     |                   |
| Walter One                  |                     |                         |                      |                       |                      | Michael Fassbender  |                   |
| Andy                        |                     |                         |                      |                       |                      |                     | David Jonsson     |
| Rook                        |                     |                         |                      |                       |                      |                     | Daniel BettsV     |
| Xenomorfi (Alien)           |                     |                         |                      |                       |                      |                     |                   |
| Nostromo Drone (Alien)      | Bolaji Badejo       |                         |                      |                       |                      |                     |                   |
| First Acheron Queen (Alien) |                     | Carl Toop               |                      |                       |                      |                     |                   |
| Drago (Alien)               |                     |                         | Tom Woodruff Jr.     |                       |                      |                     |                   |
| Cloned Queen (Alien)        |                     |                         |                      | Tom Woodruff Jr.      |                      |                     |                   |
| Newborn (Alien)             |                     |                         |                      | Joan La Barbara       |                      |                     |                   |
| Praetomorphs (Alien)        |                     |                         |                      |                       |                      | Javier Botet        |                   |
| Scorched Alien              |                     |                         |                      |                       |                      |                     | Trevor Newlin     |
| Offspring (Alien)           |                     |                         |                      |                       |                      |                     | Robert Bobroczkyi |
| Ingegneri                   |                     |                         |                      |                       |                      |                     |                   |
| Ingegnere sopravvissuto     |                     |                         |                      |                       | Ian Whyte            |                     |                   |
| Ingegnere fantasma          |                     |                         |                      |                       | John Lebar           |                     |                   |
| Ingegnere sacrificale       |                     |                         |                      |                       | Daniel James         |                     |                   |

## Distribuzione
I film sono stati distribuiti nelle sale cinematografiche dalla 20th Century Fox che ha curato anche la distribuzione per l'home video presentando la serie dapprima nel 2000, in un cofanetto contenente 5 DVD (i 4 dei film + un disco di extra) denominato Alien Legacy (eredità aliena) e successivamente in un'edizione a 9 dischi denominata Alien Quadrilogy (2003), contenente le edizioni "doppio disco" di ciascun film con la versione estesa del film stesso, oltre a un 9º disco per i contenuti speciali. Nel 2010 è stata pubblicata l'edizione in Blu-ray intitolata Alien Anthology: composta da 4 dischi contenenti entrambe le versioni di ogni film + 2 dischi con gli extra.

## Accoglienza

### Incassi
| Film                    | Data di uscita USA | Incassi ($)  | Incassi ($)    | Incassi ($) | Budget ($) |
| Film                    | Data di uscita USA | Nord America | Internazionale | Mondiale    | Budget ($) |
| ----------------------- | ------------------ | ------------ | -------------- | ----------- | ---------- |
| Alien                   | 6 settembre 1979   | 84206106     | 24385063       | 108591169   | 11000      |
| Aliens - Scontro finale | 18 luglio 1986     | 85160248     | 45900000       | 131060248   | 18500000   |
| Alien³                  | 22 maggio 1992     | 55473545     | 104340953      | 159814498   | 50000      |
| Alien - La clonazione   | 26 novembre 1997   | 47795658     | 113580411      | 161376069   | 75000      |
| Prometheus              | 8 giugno 2012      | 126477084    | 276877385      | 403354469   | 130000     |
| Alien: Covenant         | 19 maggio 2017     | 74262031     | 166629732      | 240892187   | 97000      |
| Alien: Romulus          | 16 agosto 2024     | 105313091    | 245552251      | 350865342   | 80000      |
| Totale                  | Totale             | 578687763    | 977265795      | 1555953982  | 461500000  |

### Critica
- La cella grigia indica che il dato non è disponibile

| Film                    | Rotten Tomatoes      | Metacritic         | CinemaScore |
| ----------------------- | -------------------- | ------------------ | ----------- |
| Alien                   | 93% (203 recensioni) | 89 (34 recensioni) | —           |
| Aliens - Scontro finale | 94% (143 recensioni) | 84 (23 recensioni) | A           |
| Alien³                  | 44% (126 recensioni) | 59 (20 recensioni) | C           |
| Alien - La clonazione   | 55% (161 recensioni) | 62 (21 recensioni) | B-          |
| Prometheus              | 73% (316 recensioni) | 64 (43 recensioni) | B           |
| Alien: Covenant         | 65% (408 recensioni) | 65 (52 recensioni) | B           |
| Alien: Romulus          | 80% (382 recensioni) | 64 (57 recensioni) | B+          |

## Altri media

### Fumetti
Dal 1979 in poi sono stati prodotti varie serie a fumetti incentrati sul personaggio dello Xenomorfo, la creatura extraterrestre del film Alien di Ridley Scott.

### Romanzi
La serie di Alien ha dato vita a numerosi romanzi che espandono e approfondiscono l'universo narrativo creato nei film. Questi libri spaziano da adattamenti cinematografici a storie originali, offrendo nuove prospettive e approfondimenti sui personaggi e sugli eventi della saga.

### Videogiochi
I videogiochi in commercio appartenenti alla serie Alien, in ordine cronologico, sono:
- Alien (1982, Atari 2600)
- Alien (1984, vari computer)
- Aliens: The Computer Game (1986, vari computer)
- Aliens: The Computer Game (1987, vari computer)
- Aliens: Alien 2 (1987, MSX)
- Aliens (1990, arcade)
- Alien³ (1992, vari sistemi)
- Alien³ (1993, SNES)
- Alien³ (1993, Game Boy)
- Alien³: The Gun (1993, arcade)
- Aliens: A Comic Book Adventure (1995, DOS)
- Alien Trilogy (1996, vari sistemi)
- Aliens Online (1998, Windows)
- Alien Resurrection (2000, PlayStation)
- Aliens: Thanatos Encounter (2001, Game Boy Color)
- Aliens: Unleashed (2003, cellulari)
- Aliens: Extermination (2006, arcade)
- Aliens: Roguelike (2007, vari computer)
- Aliens: Infestation (2011, Nintendo DS)
- Aliens: Colonial Marines (2013, vari sistemi)
- Alien: Isolation (2014, vari sistemi)
- Aliens: Fireteam Elite (2021, vari sistemi)[52]
- Aliens: Dark Descent (2023, vari sistemi)

### Giochi da tavolo
- Alien (1979) vagamente ispirato al primo film; ogni giocatore controlla degli astronauti in fuga e un alieno che può eliminare gli astronauti degli avversari.[53]
- Aliens: This Time It's War (1989), basato sul secondo film, strategico a turni della Leading Edge Games dove i giocatori controllano squadre di marine spaziali. Alien Expansion (1990), un'espansione uscita solo negli Stati Uniti, è dedicato al controllo degli alieni.[54]
- Aliens Adventure Game (1991), anch'esso della Leading Edge Games, è un gioco di ruolo, rimasto l'unico ufficiale fino al 2019.
- Operation: Aliens - Combat Game (1992)
- Aliens Predator (1997), gioco di carte collezionabili,[55] e sua espansione Aliens vs. Predator: Alien Resurrection Expansion Set (1998)
- Aliens (2001), gioco di carte a due giocatori che controllano rispettivamente i marine e gli alieni.[56]
- Aliens: This Time It's War (2010), non ufficiale e non profit
- Legendary Encounters: An Alien Deck Building Game (2015) e sua Expansion (2015)
- Aliens: Hadley's Hope (2018)
- Aliens: Another Glorious Day in the Corps (2019)
- Alien: The Roleplaying Game (previsto 2019), gioco di ruolo ufficiale in produzione.[57]
- Alien: il destino della Nostromo (2023), gioco da tavolo Ravensburger.[58]

## Crossover
Le saghe di Alien e Predator hanno dato vita a un crossover nato inizialmente come fumetto nel 1989, e successivamente si è espanso in diversi media, inclusi film, videogiochi e romanzi. La serie di film è iniziata con Alien vs. Predator (2004), diretto da Paul W. S. Anderson, ed è stata seguita da Aliens vs. Predator 2 (2007), diretto dai fratelli Strause.